# Vicovaro
Vicovaro (latinsky Varia) je obec (comune) v provincii Roma v italském kraji Lazio. Leží asi 45 km severovýchodně od Říma. K roku 2010 v ní žilo 4 108 obyvatel.

## Historie
Místo na němž město leží bylo osídleno už od neolitu. O tom svědčí nálezy datované od neolitu až do pozdní doby bronzové. V období Římské říše bylo město známo jako Vicus Varronis, Vicus Vari nebo Vicus Valerius.
Ve 13. století bylo město lénem rodu Orsini.

## Památky

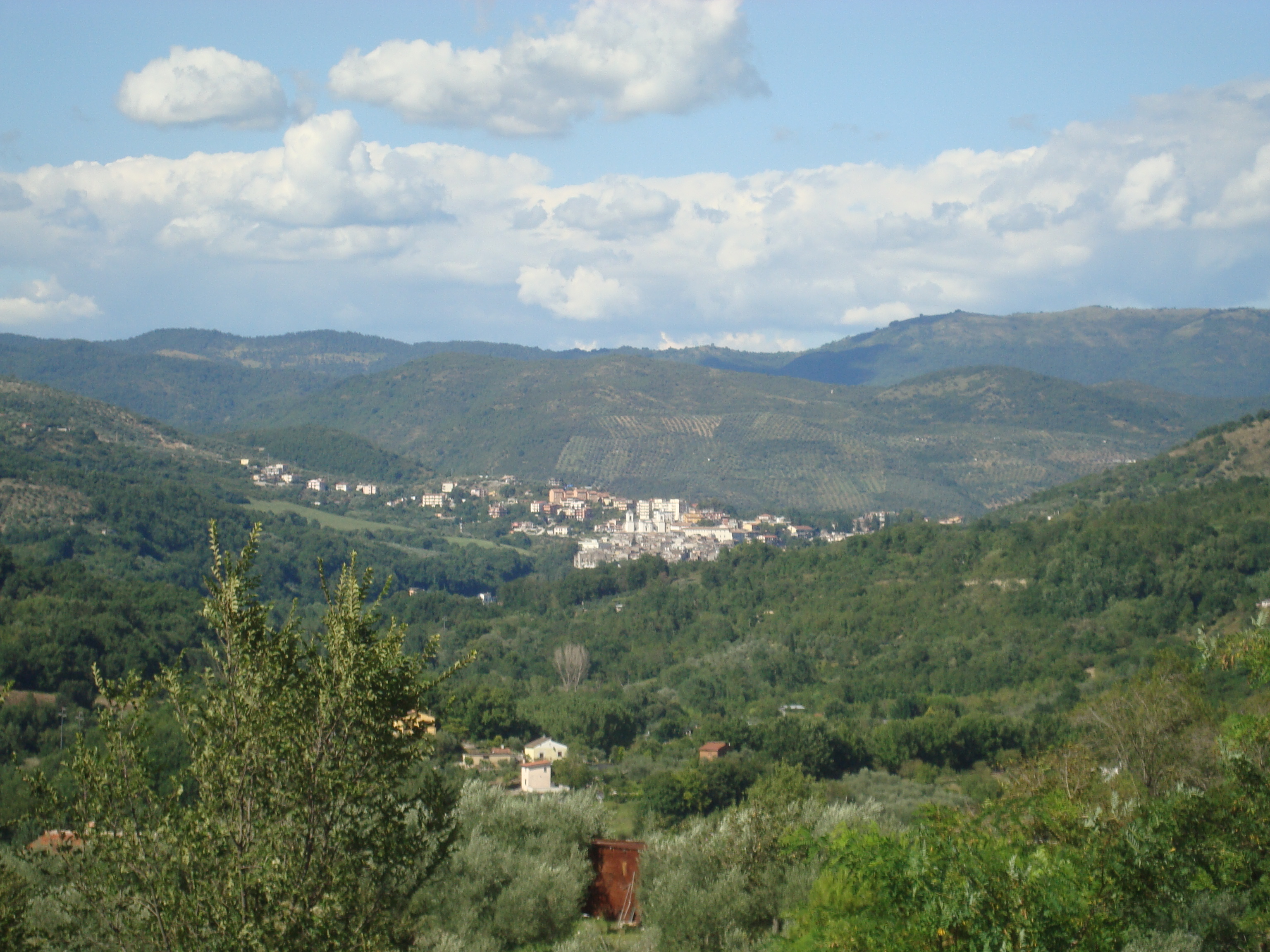

- Palazzo Cenci Bolognetti, bývalé sídlo rodiny Orsini. Skládá se z rocca (hradu) s cylindrickými věžemi, zbytky pevnosti a brány s mramorovým gotickým obloukem ze 14. století.
- Kostel San Giacomo na jehož výzdobě se podílel sochař Giovanni Dalmata.
- Kostel San Pietro ze 17. století
- Klášter San Cosimato z 6. století.

## Příroda
Město leží v nadmořské výšce 300 m n. m. a protéká jím řeka Aniene.